# Рібера-д'Уржальєт
Рібе́ра-д'Уржальє́т (кат. Ribera d'Urgellet) - муніципалітет, розташований в Автономній області Каталонія, в Іспанії. Знаходиться у районі (кумарці) Алт-Уржель провінції Лєйда, згідно з новою адміністративною реформою перебуватиме у складі Баґарії (округи) Ал Пірінеу і Аран.

## Населення
Населення міста (у 2007 р.) становить 946 осіб (з них менше 14 років - 12,2%, від 15 до 64 - 66,2%, понад 65 років - 21,7%). У 2006 р. народжуваність склала 9 осіб, смертність - 9 осіб, зареєстровано 2 шлюби. У 2001 р. активне населення становило 350 осіб, з них безробітних - 18 осіб.

Серед осіб, які проживали на території міста у 2001 р., 703 народилися в Каталонії (з них 553 особи у тому самому районі, або кумарці), 63 особи приїхали з інших областей Іспанії, а 45 осіб приїхало з-за кордону. 

Університетську освіту має 9,3% усього населення. 

У 2001 р. нараховувалося 292 домогосподарства (з них 23,6% складалися з однієї особи, 25% з двох осіб,20,5% з 3 осіб, 17,5% з 4 осіб, 8,9% з 5 осіб, 3,4% з 6 осіб, 0,7% з 7 осіб, 0,3% з 8 осіб і 0% з 9 і більше осіб).

Активне населення міста у 2001 р. працювало у таких сферах діяльності : у сільському господарстві - 20,2%, у промисловості - 12,3%, на будівництві - 10,5% і у сфері обслуговування - 56,9%. 

 У муніципалітеті або у власному районі (кумарці) працює 224 особи, поза районом - 157 осіб.

### Безробіття
У 2007 р. нараховувалося 10 безробітних (у 2006 р. - 17 безробітних), з них чоловіки становили 60%, а жінки - 40%.

## Економіка

### Підприємства міста

#### Промислові підприємства
| \| Промислові підприємства міста, за сферою діяльності \| Промислові підприємства міста, за сферою діяльності \| Промислові підприємства міста, за сферою діяльності \| \| Рік \| 2002 р. \| 2001 р. \| \| --------------------------------------------------- \| --------------------------------------------------- \| --------------------------------------------------- \| \| Енергетичні та водні ресурси \| 30% \| 27,3% \| \| Хімія та метали \| 10% \| 18,2% \| \| Переробка металів \| 30% \| 27,3% \| \| Продукти харчування \| 10% \| 18,2% \| \| Текстиль \| 0% \| 0% \| \| Виробництво меблів, видання \| 10% \| 0% \| \| Інше \| 10% \| 9,1% \| \| Усього підприємств \| 10 \| 11 \| |         |         |
| Промислові підприємства міста, за сферою діяльності |         |         |
| Рік | 2002 р. | 2001 р. |
| Енергетичні та водні ресурси | 30%     | 27,3%   |
| Хімія та метали | 10%     | 18,2%   |
| Переробка металів | 30%     | 27,3%   |
| Продукти харчування | 10%     | 18,2%   |
| Текстиль | 0%      | 0%      |
| Виробництво меблів, видання | 10%     | 0%      |
| Інше | 10%     | 9,1%    |
| Усього підприємств | 10      | 11      |

#### Роздрібна торгівля
| \| Підприємства роздрібної торгівлі міста, за сферою діяльності \| Підприємства роздрібної торгівлі міста, за сферою діяльності \| Підприємства роздрібної торгівлі міста, за сферою діяльності \| \| Рік \| 2002 р. \| 2001 р. \| \| ------------------------------------------------------------ \| ------------------------------------------------------------ \| ------------------------------------------------------------ \| \| Продукти харчування \| 50% \| 50% \| \| Одяг та взуття \| 0% \| 0% \| \| Товари для дому \| 25% \| 25% \| \| Книги та періодичні видання \| 0% \| 0% \| \| Промислова хімічна продукція \| 25% \| 25% \| \| Продукція, пов'язана з транспортними засобами \| 0% \| 0% \| \| Інше \| 0% \| 0% \| \| Усього підприємств \| 4 \| 4 \| |         |         |
| Підприємства роздрібної торгівлі міста, за сферою діяльності |         |         |
| Рік | 2002 р. | 2001 р. |
| Продукти харчування | 50%     | 50%     |
| Одяг та взуття | 0%      | 0%      |
| Товари для дому | 25%     | 25%     |
| Книги та періодичні видання | 0%      | 0%      |
| Промислова хімічна продукція | 25%     | 25%     |
| Продукція, пов'язана з транспортними засобами | 0%      | 0%      |
| Інше | 0%      | 0%      |
| Усього підприємств | 4       | 4       |

#### Сфера послуг
| \| Підприємства міста, що працюють у сфері послуг, за діяльністю \| Підприємства міста, що працюють у сфері послуг, за діяльністю \| Підприємства міста, що працюють у сфері послуг, за діяльністю \| \| Рік \| 2002 р. \| 2001 р. \| \| ------------------------------------------------------------- \| ------------------------------------------------------------- \| ------------------------------------------------------------- \| \| Гуртова торгівля \| 0% \| 0% \| \| Готелі та готельний бізнес \| 69% \| 68% \| \| Транспорт та зв'язок \| 17,2% \| 12% \| \| Посередницькі фінансові послуги \| 0% \| 0% \| \| Послуги підприємствам \| 3,4% \| 4% \| \| Послуги фізичним особам \| 0% \| 4% \| \| Нерухомість та ін. \| 10,3% \| 12% \| \| Усього підприємств \| 29 \| 25 \| |         |         |
| Підприємства міста, що працюють у сфері послуг, за діяльністю |         |         |
| Рік | 2002 р. | 2001 р. |
| Гуртова торгівля | 0%      | 0%      |
| Готелі та готельний бізнес | 69%     | 68%     |
| Транспорт та зв'язок | 17,2%   | 12%     |
| Посередницькі фінансові послуги | 0%      | 0%      |
| Послуги підприємствам | 3,4%    | 4%      |
| Послуги фізичним особам | 0%      | 4%      |
| Нерухомість та ін. | 10,3%   | 12%     |
| Усього підприємств | 29      | 25      |

## Житловий фонд
У 2001 р. 1,4% усіх родин (домогосподарств) мали житло метражем до 59 м2, 16,1% - від 60 до 89 м2, 40,1% - від 90 до 119 м2 і
42,5% - понад 120 м2.

З усіх будівель у 2001 р. 15,2% було одноповерховими, 72,6% - двоповерховими, 12
% - триповерховими, 0,2% - чотириповерховими, 0% - п'ятиповерховими, 0% - шестиповерховими,
0% - семиповерховими, 0% - з вісьмома та більше поверхами.

## Автопарк
| \| Автомобілі, зареєстровані у місті, за призначенням \| Автомобілі, зареєстровані у місті, за призначенням \| Автомобілі, зареєстровані у місті, за призначенням \| \| Рік \| 2006 р. \| 2005 р. \| \| -------------------------------------------------- \| -------------------------------------------------- \| -------------------------------------------------- \| \| Приватні автомобілі \| 65,4% \| 65,7% \| \| Мотоцикли \| 7,4% \| 6,4% \| \| Вантажівки \| 21,2% \| 21,9% \| \| Трактори \| 0,7% \| 0,8% \| \| Автобуси та ін. \| 5,3% \| 5,3% \| \| Усього автомобілів \| 849 шт. \| 798 шт. \| |         |         |
| Автомобілі, зареєстровані у місті, за призначенням |         |         |
| Рік | 2006 р. | 2005 р. |
| Приватні автомобілі | 65,4%   | 65,7%   |
| Мотоцикли | 7,4%    | 6,4%    |
| Вантажівки | 21,2%   | 21,9%   |
| Трактори | 0,7%    | 0,8%    |
| Автобуси та ін. | 5,3%    | 5,3%    |
| Усього автомобілів | 849 шт. | 798 шт. |

## Вживання каталанської мови
У 2001 р. каталанську мову у місті розуміли 98,4% усього населення (у 1996 р. - 99,5%), вміли говорити нею 92,1% (у 1996 р. - 
97,1%), вміли читати 87,3% (у 1996 р. - 91,1%), вміли писати 59,8
% (у 1996 р. - 50,1%). Не розуміли каталанської мови 1,6%.

## Політичні уподобання
У виборах до Парламенту Каталонії у 2006 р. взяло участь 401 особа (у 2003 р. - 454 особи). Голоси за політичні сили розподілилися таким чином:
| \| Вибори до Парламенту Каталонії \| Вибори до Парламенту Каталонії \| Вибори до Парламенту Каталонії \| \| Рік \| 2006 р. \| 2003 р. \| \| -------------------------------------- \| ------------------------------ \| ------------------------------ \| \| Конвергенція та Єднання (CiU) \| 49,6% \| 53,3% \| \| Соціалістична партія Каталонії (PSC) \| 21,4% \| 18,5% \| \| Народна партія (PP) \| 6% \| 5,5% \| \| Ініціатива за зелену Каталонію (IC) \| 8% \| 3,7% \| \| Республіканська лівиця Каталонії (ERC) \| 13,2% \| 18,1% \| \| Громадянська партія (C's) \| 0% \| 0% \| \| Інші \| 1,7% \| 0,9% \| |         |         |
| Вибори до Парламенту Каталонії |         |         |
| Рік | 2006 р. | 2003 р. |
| Конвергенція та Єднання (CiU) | 49,6%   | 53,3%   |
| Соціалістична партія Каталонії (PSC) | 21,4%   | 18,5%   |
| Народна партія (PP) | 6%      | 5,5%    |
| Ініціатива за зелену Каталонію (IC) | 8%      | 3,7%    |
| Республіканська лівиця Каталонії (ERC) | 13,2%   | 18,1%   |
| Громадянська партія (C's) | 0%      | 0%      |
| Інші | 1,7%    | 0,9%    |

У муніципальних виборах у 2007 р. взяло участь 538 осіб (у 2003 р. - 570 осіб). Голоси за політичні сили розподілилися таким чином:
| \| Муніципальні вибори \| Муніципальні вибори \| Муніципальні вибори \| \| Рік \| 2007 р. \| 2003 р. \| \| -------------------------------------- \| ------------------- \| ------------------- \| \| Конвергенція та Єднання (CiU) \| 57,6% \| 55,1% \| \| Соціалістична партія Каталонії (PSC) \| 39,2% \| 41,6% \| \| Народна партія (PP) \| 3,2% \| 3,3% \| \| Ініціатива за зелену Каталонію (IC) \| 0% \| 0% \| \| Республіканська лівиця Каталонії (ERC) \| 0% \| 0% \| \| Громадянська партія (C's) \| 0% \| 0% \| \| Інші \| 0% \| 0% \| |         |         |
| Муніципальні вибори |         |         |
| Рік | 2007 р. | 2003 р. |
| Конвергенція та Єднання (CiU) | 57,6%   | 55,1%   |
| Соціалістична партія Каталонії (PSC) | 39,2%   | 41,6%   |
| Народна партія (PP) | 3,2%    | 3,3%    |
| Ініціатива за зелену Каталонію (IC) | 0%      | 0%      |
| Республіканська лівиця Каталонії (ERC) | 0%      | 0%      |
| Громадянська партія (C's) | 0%      | 0%      |
| Інші | 0%      | 0%      |